# 2010-es labdarúgó-világbajnokság-selejtező (CONCACAF, 3. forduló)
Ezen az oldalon részletezve olvashatóak a CONCACAF-zóna selejtező-csoportkörének eredményei. A második forduló párosításainak 12 győztes csapata alkotja a három, egyaránt négytagú selejtezőcsoportot. A csoportok első két helyezettje jutott a döntő csoportkörbe.

## Csoportok

### 1. csoport
| Hely. | Csapat             | M | Gy | D | V | G+ | G– | Gk  | P  | Továbbjutás                       |     | Amerikai Egyesült Államok | Trinidad és Tobago | Guatemala | Kuba |
| ----- | ------------------ | - | -- | - | - | -- | -- | --- | -- | --------------------------------- | --- | ------------------------- | ------------------ | --------- | ---- |
| 1.    | Egyesült Államok   | 6 | 5  | 0 | 1 | 14 | 3  | +11 | 15 | Továbbjutott a negyedik fordulóba |     | —                         | 3–0                | 2–0       | 6–1  |
| 2.    | Trinidad és Tobago | 6 | 3  | 2 | 1 | 9  | 6  | +3  | 11 | Továbbjutott a negyedik fordulóba |     | 2–1                       | —                  | 1–1       | 3–0  |
| 3.    | Guatemala          | 6 | 1  | 2 | 3 | 6  | 7  | −1  | 5  |                                   |     | 0–1                       | 0–0                | —         | 4–1  |
| 4.    | Kuba               | 6 | 1  | 0 | 5 | 5  | 18 | −13 | 3  |                                   | 0–1 | 1–3                       | 2–1                | —         |      |

| 2008. augusztus 20. 20:00 (UTC-4) |

| Kuba        | 1–3               | Trinidad és Tobago      |
| ----------- | ----------------- | ----------------------- |
| Márquez 88' | (0–1) Jegyzőkönyv | Daniel 22' 61' Glen 69' |

| Estadio Pedro Marrero, Havanna Nézőszám: 4 000 Játékvezető: Archundia (mexikói) |

| 2008. augusztus 20. 20:10 (UTC-6) |

| Guatemala   | 0–1               | Egyesült Államok                  |
| ----------- | ----------------- | --------------------------------- |
| Cabrera 63′ | (0–0) Jegyzőkönyv | Cherundolo 17′, 60′ Bocanegra 70' |

| Estadio Nacional Mateo Flores, Guatemalaváros Nézőszám: 26 000 Játékvezető: Wijngaarde (Suriname-i) |

| 2008. szeptember 6. 17:30 (UTC-4) |

| Trinidad és Tobago | 1–1               | Guatemala      |
| ------------------ | ----------------- | -------------- |
| Daniel 84'         | (0–0) Jegyzőkönyv | Gallardo 90+2' |

| Hasely Crawford Stadion, Port of Spain Nézőszám: 9 500 Játékvezető: Moreno (panamai) |

| 2008. szeptember 6. 20:10 (UTC-4) |

| Kuba | 0–1               | Egyesült Államok |
| ---- | ----------------- | ---------------- |
|      | (0–1) Jegyzőkönyv | Dempsey 39'      |

| Estadio Pedro Marrero, Havanna Nézőszám: 12 000 Játékvezető: Aguilar (salvadori) |

| 2008. szeptember 10. 19:10 (UTC-5) |

| Egyesült Államok                  | 3–0               | Trinidad és Tobago |
| --------------------------------- | ----------------- | ------------------ |
| Bradley 10' Dempsey 18' Ching 57' | (2–0) Jegyzőkönyv |                    |

| Toyota Park, Bridgeview Nézőszám: 11 452 Játékvezető: Campbell (jamaicai) |

| 2008. szeptember 10. 20:00 (UTC-6) |

| Guatemala                                  | 4–1               | Kuba                    |
| ------------------------------------------ | ----------------- | ----------------------- |
| Ruíz 38' 55' Rodríguez 85' Contreras 90+1' | (1–1) Jegyzőkönyv | Linares 25' Linares 56′ |

| Estadio Nacional Mateo Flores, Guatemalaváros Nézőszám: 19 750 Játékvezető: Rodríguez (mexikói) |

| 2008. október 11. 19:11 (UTC-4) |

| Egyesült Államok                                              | 6–1               | Kuba                         |
| ------------------------------------------------------------- | ----------------- | ---------------------------- |
| Beasley 10' 30' Donovan 48' Ching 63' Altidore 87' Onyewu 89' | (2–1) Jegyzőkönyv | Muñoz 31' Y. Colomé 21′, 41′ |

| RFK Stadion, Washington Nézőszám: 20 249 Játékvezető: Moreno (panamai) |

| 2008. október 11. 20:00 (UTC-6) |

| Guatemala | 0–0         | Trinidad és Tobago |
| --------- | ----------- | ------------------ |
|           | Jegyzőkönyv | Gray 30′, 40′      |

| Estadio Nacional Mateo Flores, Guatemalaváros Nézőszám: 29 000 Játékvezető: Petrescu (kanadai) |

| 2008. október 15. 20:00 (UTC-4) |

| Kuba                          | 2–1                 | Guatemala |
| ----------------------------- | ------------------- | --------- |
| Colome 45' (11-esből) Montaya | (1 - 0) Jegyzőkönyv | Papa 80'  |

| Estadio Pedro Marrero, Havanna Nézőszám: 6 000 Játékvezető: Campbell (jamaicai) |

| 2008. október 15. 20:10 (UTC-4) |

| Trinidad és Tobago              | 2–1                 | Egyesült Államok |
| ------------------------------- | ------------------- | ---------------- |
| Latapy 60' Yorke 79' (11-esből) | (0 - 0) Jegyzőkönyv | Davies 74'       |

| Hasely Crawford Stadion, Port of Spain Nézőszám: 19 000 Játékvezető: Quesada (Costa Rica-i) |

| 2008. november 19. 21:10 (UTC-4) |

| Trinidad és Tobago             | 3–0               | Kuba |
| ------------------------------ | ----------------- | ---- |
| Jones 67' Yorke 69' Daniel 89' | (0–0) Jegyzőkönyv |      |

| Hasely Crawford Stadion, Port of Spain Nézőszám: 18 000 Játékvezető: Wijngaarde (Suriname-i) |

| 2008. november 19. 18:10 (UTC-7) |

| Egyesült Államok   | 2–0               | Guatemala |
| ------------------ | ----------------- | --------- |
| Cooper 54' Adu 69' | (0–0) Jegyzőkönyv |           |

| Dick's Sporting Goods Park, Commerce City Játékvezető: Archundia (mexikói) |

### 2. csoport
| Hely. | Csapat   | M | Gy | D | V | G+ | G– | Gk | P  | Továbbjutás                       |     | Honduras | Mexikó | Jamaica | Kanada |
| ----- | -------- | - | -- | - | - | -- | -- | -- | -- | --------------------------------- | --- | -------- | ------ | ------- | ------ |
| 1.    | Honduras | 6 | 4  | 0 | 2 | 9  | 5  | +4 | 12 | Továbbjutott a negyedik fordulóba |     | —        | 1–0    | 2–0     | 3–1    |
| 2.    | Mexikó   | 6 | 3  | 1 | 2 | 9  | 6  | +3 | 10 | Továbbjutott a negyedik fordulóba |     | 2–1      | —      | 3–0     | 2–1    |
| 3.    | Jamaica  | 6 | 3  | 1 | 2 | 6  | 6  | 0  | 10 |                                   |     | 1–0      | 1–0    | —       | 3–0    |
| 4.    | Kanada   | 6 | 0  | 2 | 4 | 6  | 13 | −7 | 2  |                                   | 1–2 | 2–2      | 1–1    | —       |        |

| 2008. augusztus 20. 19:30 (UTC-4) |

| Kanada        | 1–1               | Jamaica      |
| ------------- | ----------------- | ------------ |
| de Guzmán 47' | (0–0) Jegyzőkönyv | Williams 52' |

| BMO Field, Toronto Nézőszám: 22 000 Játékvezető: Batres (guatemalai) |

| 2008. augusztus 20. 20:00 (UTC-5) |

| Mexikó        | 2–1               | Honduras                      |
| ------------- | ----------------- | ----------------------------- |
| Pardo 73' 75' | (0–1) Jegyzőkönyv | de León 35' Figueroa 13′, 76′ |

| Estadio Azteca, Mexikóváros Nézőszám: 81 100 Játékvezető: Aguilar (salvadori) |

| 2008. szeptember 6. 17:00 (UTC-5) |

| Mexikó                            | 3–0               | Jamaica |
| --------------------------------- | ----------------- | ------- |
| Guardado 3' Arce 33' Magallón 63' | (2–0) Jegyzőkönyv |         |

| Estadio Azteca, Mexikóváros Nézőszám: 96 000 Játékvezető: Toledo (USA) |

| 2008. szeptember 6. 20:00 (UTC-4) |

| Kanada                      | 1–2               | Honduras      |
| --------------------------- | ----------------- | ------------- |
| Serioux 4' Bernier 71′, 73′ | (1–0) Jegyzőkönyv | Núñez 47' 56' |

| Saputo Stadion, Montréal Nézőszám: 13 032 Játékvezető: Quesada (Costa Rica-i) |

| 2008. szeptember 10. 20:00 (UTC-5) |

| Mexikó                | 2–1               | Kanada    |
| --------------------- | ----------------- | --------- |
| Bravo 58' Márquez 72' | (0–0) Jegyzőkönyv | Gerba 77' |

| Estadio Víctor Manuel Reyna, Tuxtla Gutiérrez Nézőszám: 26 900 Játékvezető: Brizan (Trinidad és Tobagó-i) |

| 2008. szeptember 10. 19:30 (UTC-6) |

| Honduras                         | 2–0               | Jamaica |
| -------------------------------- | ----------------- | ------- |
| Núñez 65' Guevara 73' (11-esből) | (0–0) Jegyzőkönyv |         |

| Estadio Olimpico Metropolitano, San Pedro Sula Nézőszám: 38 000 Játékvezető: Moreno (panamai) |

| 2008. október 11. 19:00 (UTC-5) |

| Jamaica    | 1–0               | Mexikó |
| ---------- | ----------------- | ------ |
| Fuller 34' | (1–0) Jegyzőkönyv |        |

| Függetlenségi Park, Kingston Nézőszám: 20 000 Játékvezető: Quesada (Costa Rica-i) |

| 2008. október 11. 19:30 (UTC-6) |

| Honduras                             | 3–1               | Kanada       |
| ------------------------------------ | ----------------- | ------------ |
| W. Martínez 8' Costly 60' Thomas 90' | (1–0) Jegyzőkönyv | Hainault 52' |

| Estadio Olimpico Metropolitano, San Pedro Sula Nézőszám: 35 000 Játékvezető: Jair Marrufo (USA) |

| 2008. október 15. 19:00 (UTC-5) |

| Jamaica     | 1–0                 | Honduras |
| ----------- | ------------------- | -------- |
| Shelton 16' | (1 - 0) Jegyzőkönyv |          |

| Függetlenségi Park, Kingston Nézőszám: 25 000 Játékvezető: Brizan (Trinidad és Tobagó-i) |

| 2008. október 15. 19:00 (UTC-6) |

| Kanada                  | 2–2                 | Mexikó                |
| ----------------------- | ------------------- | --------------------- |
| Gerba 13' Radzinski 50' | (1 - 1) Jegyzőkönyv | Salcido 35' Vuoso 64' |

| Commonwealth Stadion, Edmonton Nézőszám: 14 145 Játékvezető: Wijngaarde (Suriname-i) |

| 2008. november 19. 19:00 (UTC-6) |

| Honduras           | 1–0               | Mexikó                      |
| ------------------ | ----------------- | --------------------------- |
| Osorio 52' (öngól) | (0–0) Jegyzőkönyv | Torrado 78′, 89′ Vela 90+1′ |

| Estadio Olimpico Metropolitano, San Pedro Sula Nézőszám: 45 000 Játékvezető: Batres (guatemalai) |

| 2008. november 19. 20:00 (UTC-5) |

| Jamaica                                      | 3–0               | Kanada |
| -------------------------------------------- | ----------------- | ------ |
| Shelton 28' King 51' (11-esből) Cummings 85' | (1–0) Jegyzőkönyv |        |

| Függetlenségi Park, Kingston Nézőszám: 28 000 Játékvezető: Joel Aguilar (salvadori) |

### 3. csoport
| Hely. | Csapat     | M | Gy | D | V | G+ | G– | Gk  | P  | Továbbjutás                       |     | Costa Rica | Salvador | Haiti | Suriname |
| ----- | ---------- | - | -- | - | - | -- | -- | --- | -- | --------------------------------- | --- | ---------- | -------- | ----- | -------- |
| 1.    | Costa Rica | 6 | 6  | 0 | 0 | 20 | 3  | +17 | 18 | Továbbjutott a negyedik fordulóba |     | —          | 1–0      | 2–0   | 7–0      |
| 2.    | Salvador   | 6 | 3  | 1 | 2 | 11 | 4  | +7  | 10 | Továbbjutott a negyedik fordulóba |     | 1–3        | —        | 5–0   | 3–0      |
| 3.    | Haiti      | 6 | 0  | 3 | 3 | 4  | 13 | −9  | 3  |                                   |     | 1–3        | 0–0      | —     | 2–2      |
| 4.    | Suriname   | 6 | 0  | 2 | 4 | 4  | 19 | −15 | 2  |                                   | 1–4 | 0–2        | 1–1      | —     |          |

| 2008. augusztus 20. 17:00 (UTC-5) |

| Haiti                   | 2–2               | Suriname            |
| ----------------------- | ----------------- | ------------------- |
| Bertin 90' Brunel 90+4' | (0–2) Jegyzőkönyv | Christoph 31' 45+2' |

| Stade Sylvio Cator, Port-au-Prince Nézőszám: 7 800 Játékvezető: Navarro (kanadai) |

| 2008. augusztus 20. 20:00 (UTC-6) |

| Costa Rica                              | 1–0               | Salvador |
| --------------------------------------- | ----------------- | -------- |
| Saborío 48' (11-esből) Saborío 66′, 81′ | (0–0) Jegyzőkönyv |          |

| Estadio Ricardo Saprissa, San José Nézőszám: 27 000 Játékvezető: Rodríguez (mexikói) |

| 2008. szeptember 6. 19:30 (UTC-6) |

| Salvador                                | 5–0               | Haiti     |
| --------------------------------------- | ----------------- | --------- |
| Zelaya 8' 24' 53' Larios 56' Torres 79' | (2–0) Jegyzőkönyv | Bruny 17′ |

| Estadio Cuscatlán, San Salvador Nézőszám: 23 000 Játékvezető: Jair Marrufo (USA) |

| 2008. szeptember 6. 20:00 (UTC-6) |

| Costa Rica                                                          | 7–0               | Suriname          |
| ------------------------------------------------------------------- | ----------------- | ----------------- |
| Ledezma 9' 42' Alpízar 47' Alonso 78' Borges 81' Solís 86' Ruiz 88' | (2–0) Jegyzőkönyv | Lupson 12′, 45+2′ |

| Estadio Ricardo Saprissa, San José Nézőszám: 11 000 Játékvezető: Depiero (kanadai) |

| 2008. szeptember 10. 16:30 (UTC-3) |

| Suriname | 0–2               | Salvador                     |
| -------- | ----------------- | ---------------------------- |
|          | (0–2) Jegyzőkönyv | Martin 1' Felter 12' (öngól) |

| André Kamperveen Stadion, Paramaribo Nézőszám: 3 400 Játékvezető: Archundia (mexikói) |

| 2008. szeptember 10. 17:00 (UTC-5) |

| Haiti       | 1–3               | Costa Rica               |
| ----------- | ----------------- | ------------------------ |
| Alcénat 38' | (1–1) Jegyzőkönyv | Ruiz 12' 72' Alpízar 85' |

| Stade Sylvio Cator, Port-au-Prince Nézőszám: 14 700 Játékvezető: Batres (mexikói) |

| 2008. október 11. 16:30 (UTC-3) |

| Suriname      | 1–4               | Costa Rica                                  |
| ------------- | ----------------- | ------------------------------------------- |
| Sandvliet 48' | (0–2) Jegyzőkönyv | Centeno 11' Borges 43' Alonso 47' Solís 77' |

| André Kamperveen Stadion, Paramaribo Nézőszám: 3 000 Játékvezető: Campbell (jamaicai) |

| 2008. október 11. 17:00 (UTC-5) |

| Haiti | 0–0         | Salvador |
| ----- | ----------- | -------- |
|       | Jegyzőkönyv |          |

| Stade Sylvio Cator, Port-au-Prince Nézőszám: 10 000 Játékvezető: Brizan (Trinidad és Tobagó-i) |

| 2008. október 15. 20:00 (UTC-6) |

| Salvador                                     | 3–0               | Suriname |
| -------------------------------------------- | ----------------- | -------- |
| Zelaya 8' Quintanilla 27' Garden 81' (öngól) | (2–0) Jegyzőkönyv |          |

| Estadio Cuscatlán, San Salvador Nézőszám: 20 000 Játékvezető: Batres (mexikói) |

| 2008. október 15. 20:00 (UTC-6) |

| Costa Rica           | 2–0               | Haiti |
| -------------------- | ----------------- | ----- |
| Díaz 17' Núñez 90+2' | (1–0) Jegyzőkönyv |       |

| Estadio Ricardo Saprissa, San José Nézőszám: 5 500 Játékvezető: Salazar (USA) |

| 2008. november 19. 16:30 (UTC-3) |

| Suriname      | 1–1               | Haiti           |
| ------------- | ----------------- | --------------- |
| Christoph 40' | (1–1) Jegyzőkönyv | Saint-Preux 28' |

| André Kamperveen Stadion, Paramaribo Nézőszám: 800 Játékvezető: Rodríguez (mexikói) |

| 2008. november 19. 19:30 (UTC-6) |

| Salvador     | 1–3               | Costa Rica                  |
| ------------ | ----------------- | --------------------------- |
| Corrales 18' | (1–2) Jegyzőkönyv | Myrie 24' 90' Fernández 30' |

| Estadio Cuscatlán, San Salvador Nézőszám: 20 000 Játékvezető: Petrescu (kanadai) |